# Wadjkare
Wadjkare fou un rei tradicionalment inclòs en la dinastia VIII de l'antic Egipte. El seu nom volia dir 'L'ànima de Ra és pròspera'. És conegut, a més de per aparèixer en les llistes, per unes restes d'un cartutx amb un decret que incloïa el seu nom reial. Alguns erudits el consideren de la dinastia IX. Fou un dels pocs reis de les dinasties VII i VIII que ha deixat algun rastre. És possible que el seu nom de naixement fos Demedjibtawy, però també podria correspondre a un rei de la dinastia IX.